# Synemosyna aurantiaca
Synemosyna aurantiaca là một loài nhện trong họ Salticidae.
Loài này thuộc chi Synemosyna. Synemosyna aurantiaca được Cândido Firmino de Mello-Leitão miêu tả năm 1917.